# 真獅子の骨と牙
真獅子の骨と牙（しんししのほねときば）は、日本プロ野球（NPB）・パーソル パシフィック・リーグ（パ・リーグ）の球団、埼玉西武ライオンズに所属する中村剛也・栗山巧のコンビを指した言葉。
略して「骨と牙」、または「骨牙」や「骨牙コンビ」とも称される。

## 概要
二人はともに2001年に行われたプロ野球ドラフト会議にて、当時の西武ライオンズに指名され（中村は2位、栗山は4位）入団。同年自由獲得枠入団の細川亨とともにチームの主力として成長、2008年には中村が本塁打王・栗山が最多安打に輝き、揃って初タイトルを獲得した。
同期の竹内和也は2004年に引退、細川も2010年にFAで移籍し、以降は同球団の2001年度入団者は二人のみとなった。また二人ともFA権行使のうえで球団に残留しており、ともにフランチャイズ・プレイヤーとなっている。
コンビの呼称は、2017年に球団が実施した選手ポスターシリーズで、第2弾に二人を採り上げた際に付けられたキャッチコピー「真獅子の、骨と牙。」が初出。以降は二人を指す言葉として、ファンやマスコミに定着し、球団もグッズに採用している。なお明確に呼称が決まっていなかった時期には「NKコンビ」などとも呼ばれた。また2008年の日本一達成時、片岡易之や中島裕之と中軸を担った打線は「片栗中中」とも呼ばれた。
2022年には、ともに入団21年目を迎え、「同期入団かつ同い年（同学年）で、入団した球団にもっとも長く一緒に在籍したコンビ」となった（それまでは読売ジャイアンツの槙原寛己&村田真一、および千葉ロッテマリーンズの福浦和也&小野晋吾の20年が最長）。
なお前述のポスターでも「獅子の骨となり牙となり」とだけ書かれており、どちらが「骨」でどちらが「牙」、という明確な定義はない。二人もともに「どっちでもいい」と語っている。
2024年シーズンよりライオンズに復帰した炭谷銀仁朗を、骨と牙になぞらえて「獅子のしっぽ」と称することがある。これは日刊スポーツの「もし『獅子の○○』と命名されるなら?」との問いに対し、炭谷自身が答えたもの。中村・栗山・炭谷の3人で「骨牙シッポ」と称することもある。

## エピソード
二人とも関西出身で、スカウトも同じ鈴木照雄が担当した。上京時は同じ新幹線で、中村が車窓に見える富士山の写真を携帯電話で撮影したエピソードは、栗山がことあるごとに披露している。
栗山の2000本安打達成時には、中村がグラウンドで花束を贈呈した。
内野手と外野手、長距離砲と中距離打者という違いもあり、コンビで達成した記録は少ない。なお栗山の誕生日（9月3日）に、中村は本塁打を通算6本放っている。

## 記録
いずれも2024年現在。
- 連続本塁打：20年連続（プロ野球史上初）[19]
  - 中村は2004年から21年連続、栗山は2005年から20年連続
- アベック本塁打
  - 2012年7月26日、対千葉ロッテマリーンズ、西武ドーム（中村：2回15号ソロ、栗山：3回2号ソロ）[20]
  - 2015年7月1日、対福岡ソフトバンクホークス、福岡 ヤフオク!ドーム（栗山：4回5号3ラン、中村：9回22号満塁）[21]
  - 2015年7月3日、対千葉ロッテマリーンズ、西武プリンスドーム（中村：3回23号ソロ、栗山：4回6号2ラン）[22]
  - 2015年7月4日、対千葉ロッテマリーンズ、西武プリンスドーム（中村：1回24号3ラン、栗山：4回7号ソロ）[9][23]
  - 2018年9月17日、対福岡ソフトバンクホークス、メットライフドーム（栗山：1回7号満塁、中村：7回26号3ラン）[24]